# ORP Grom (1936)
ORP Grom byl polský torpédoborec patřící ke stejnojmenné třídě. Pro polské námořnictvo byl postaven v letech 1935-1937 ve Velké Británii. Obě postavené jednotky třídy Grom představovaly špičku ve své kategorii. Ve své době se jednalo o silně vyzbrojené a rychlé torpédoborce. Krátce před německou invazí do Polska v září 1939 odplul do Velké Británie a tam se zapojil do druhé světové války. V roce 1940 byl potopen během norské kampaně.

## Pozadí vzniku

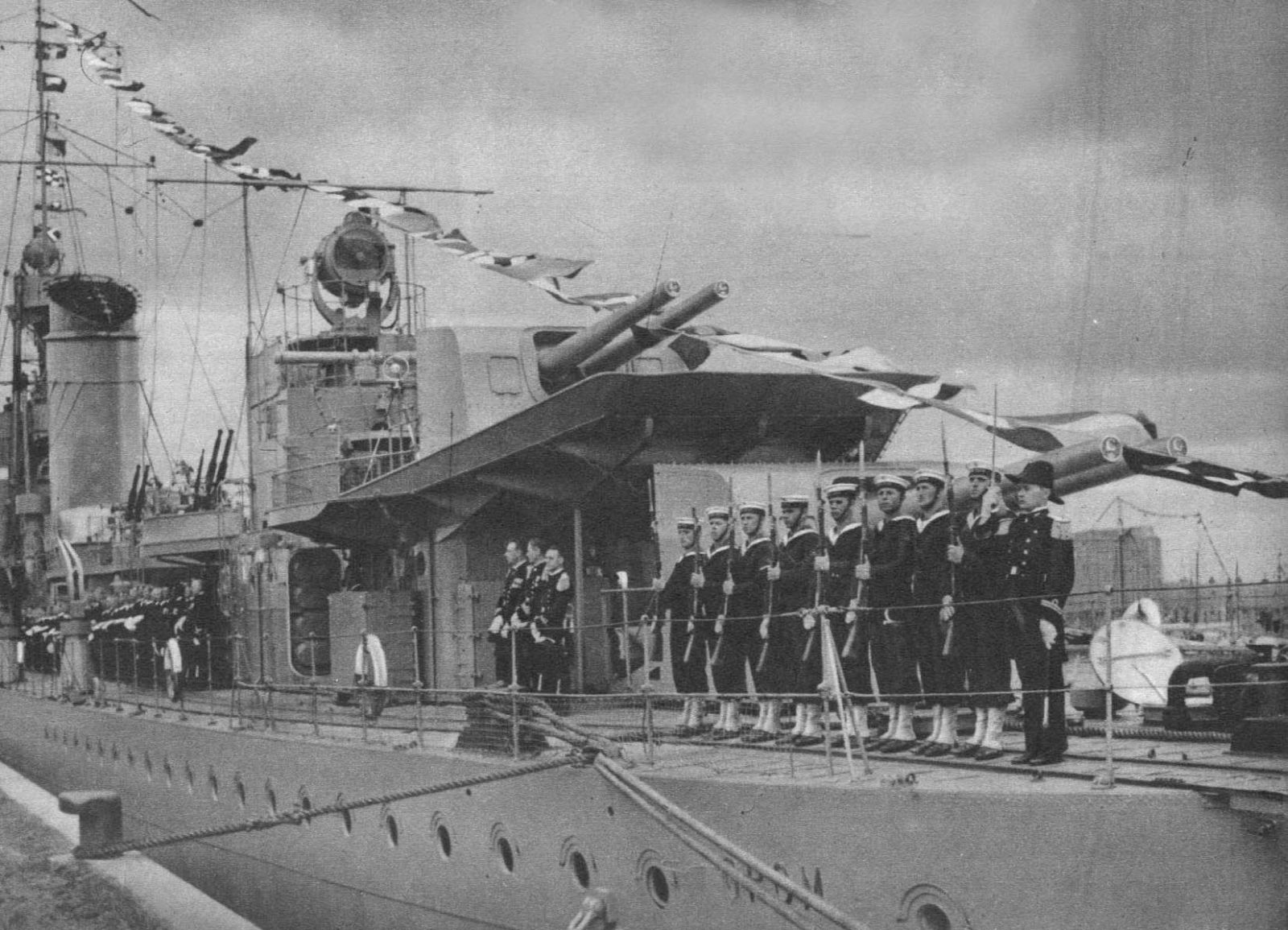
Grom v roce 1937

Plavidlo bylo postaveno v letech 1935-1937 v britské loděnici James Samuel White & Co. Ltd. Na vodu bylo spuštěno 20. července 1936. Do služby bylo zařazeno 11. května 1937.

## Konstrukce

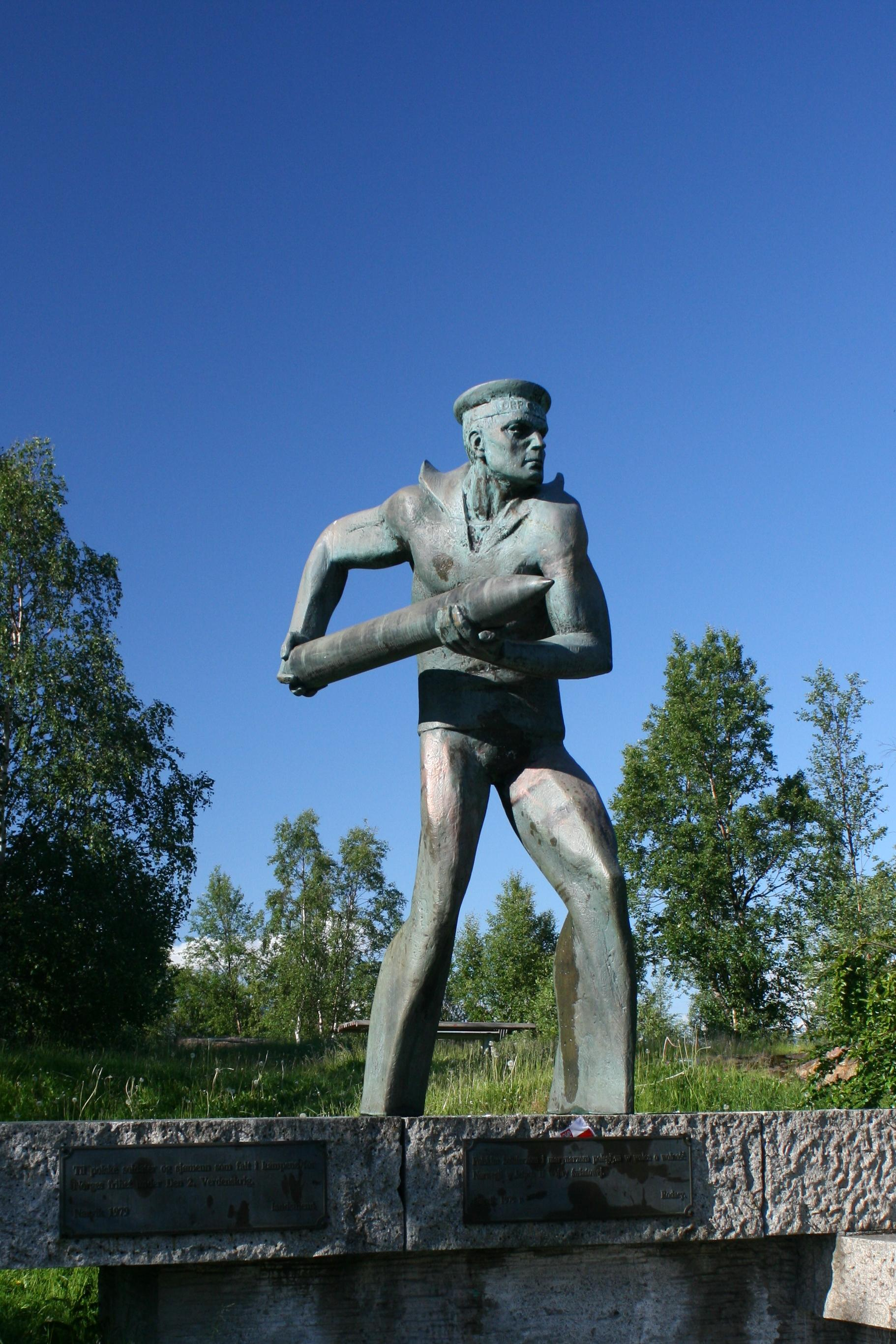
Pomník námořníků z Gromu padlých v bitvě o Narvik

Hlavní výzbroj po dokončení lodě tvořilo sedm 120mm kanónů ve dvou dvoudělových a jedné jednodělové věži. Protiletadlovou výzbroj tvořily čtyři 40mm kanóny Bofors a osm 13,2mm kulometů Hotchkiss. Loď dále nesla dva trojhlavňové 550mm torpédomety. Pohonný systém tvořily dvě parní turbíny Parsons a čtyři tříbubnové kotle Admiralty vytápěné mazutem. Lodní šrouby byly dva. Nejvyšší rychlost dosahovala 39 uzlů.

## Operační služba
V předvečer německé invaze do Polska (přesněji 30. srpna 1939) polské námořnictvo uskutečnilo operaci Peking, v jejímž rámci přesunulo torpédoborce Błyskawica, Grom a Burza do Velké Británie. Plavidla tak unikla jistému zničení a mohla se zapojit do dalšího průběhu druhé světové války.
Grom se v roce 1940 podílel na obraně Norska proti německé invazi. Dne 4. května 1940 ho v Ofotfjordu (poblíž Narviku) potopily dvě pumy svržené německými bombardéry. Zahynulo 59 členů posádky.